# Saropogon treibensis
Saropogon treibensis är en tvåvingeart som beskrevs av Theodor 1980. Saropogon treibensis ingår i släktet Saropogon och familjen rovflugor.
Artens utbredningsområde är Israel. Inga underarter finns listade i Catalogue of Life.